# Histoire de Sienne

L'Italie en 1494

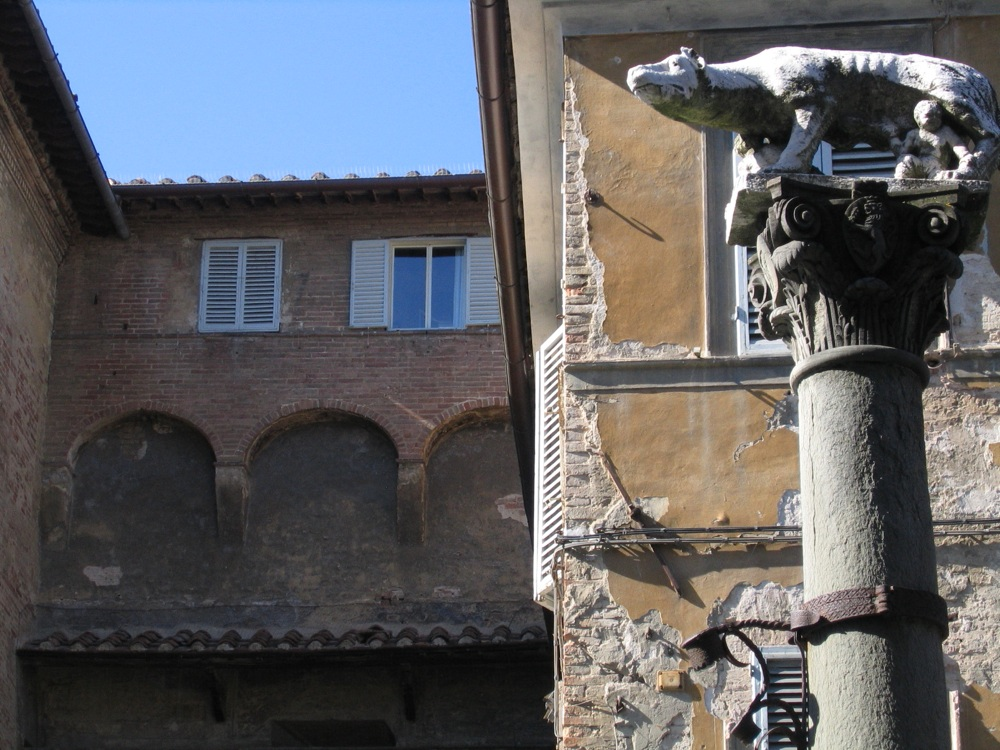
Emblème de la ville : la Lupa senese

L'histoire de Sienne peut commencer par une légende si on se limite aux origines de son emblème, une louve culturellement issue de la louve romaine qui a nourri Romulus et Rémus. 

## Mythologie

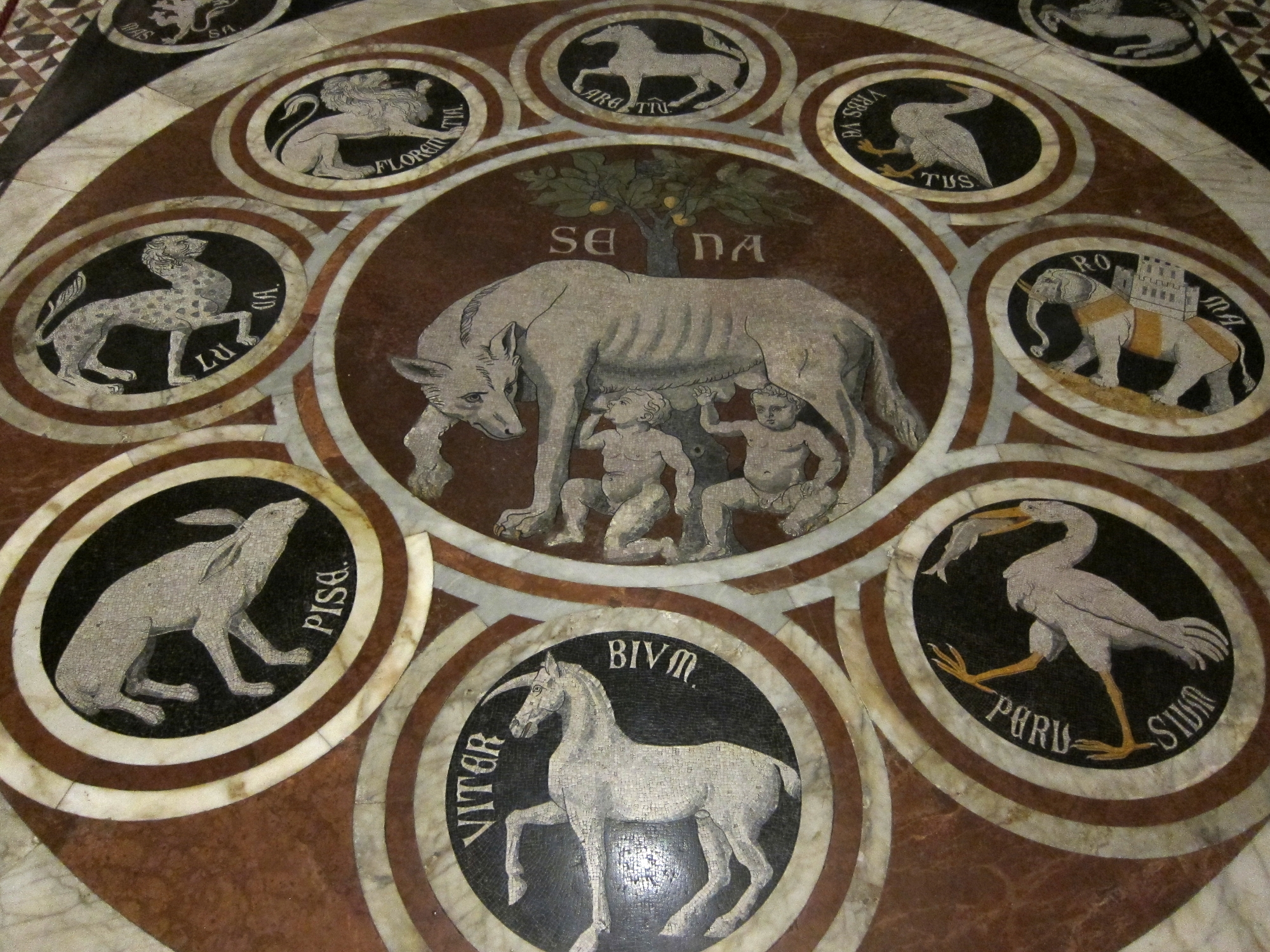
La Louve siennoise et les deux fils de Rémus, pavement en mosaïque de marbre de la Cathédrale de Sienne.

Selon la légende, Sienne fut fondée par Senius et Aschius, fils de Rémus, lui-même frère de Romulus (fondateur de Rome). Ils fuirent la ville pour échapper à la fureur de leur oncle Romulus, sur deux chevaux donnés par Apollon et Diane, l'un blanc et l'autre noir. Ils s'arrêtèrent dans la vallée du Tressa et fondèrent une ville qu'ils baptisèrent du nom de l'aîné, Sienne (en latin Sena Julia). Le blanc et le noir devinrent alors les couleurs de la ville qu'on retrouve dans la balzana.

## Histoire
Fondée par les Étrusques entre le IIIe et le  IVe siècle av. J.-C.[source insuffisante], Sienne est historiquement une ancienne colonie romaine fondée par Auguste et nommée Colonia Julia Sanea. Au Ve siècle, elle devint siège épiscopal. La ville se développe dès le VIIe siècle à l'époque des rois lombards.  Devenue cité libre et indépendante au XIIe siècle, elle fut la rivale de Florence, d'autant plus que gibeline, c'est-à-dire partisane de l'empereur, elle s'opposait à la politique guelfe – favorable au pape – de sa voisine qu'elle tint longtemps en respect avant de lui infliger une cinglante défaite en 1260, à la bataille de Montaperti.  Elle est battue néanmoins en 1269 à la bataille de Colle (à Colle di Val d'Elsa) et, en 1270, Charles d'Anjou, allié de Florence, la contraint d'entrer dans la ligue guelfe,.
La décadence  après la banqueroute des Buonsignori et la peste de 1348 marquèrent la fin de la grandeur siennoise et  Jean Galéas Visconti  domina la ville et ses factions à la fin du Trecento,.
En 1487 Pandolfo Petrucci, dont la figure politique fut controversée, en dirigeant la ville pragmatiquement, lui fit vivre des moments historiques  en  rivalisant difficilement avec des voisins aussi puissants sur le plan militaire qu'économique.
Elle passa sous le contrôle des Français par Charles VIII en 1493 et leur resta fidèle.
La ville résista ensuite, défendue par Blaise de Montluc,  aux troupes impériales de Charles Quint, mais elle dut néanmoins se rendre en 1555.
Elle fut intégrée au grand-duché de Toscane, offerte par Philippe II d'Espagne à Cosme Ier de Médicis. Elle sera dès lors reléguée au rang d'une simple ville, Florence étant la capitale de la région,.

## Urbanisme du Moyen Âge
L'enceinte de la ville du douzième siècle pouvait abriter jusqu'à 25 000 personnes. Dès le XIIe siècle, les nobles propriétaires de castellari, palais urbains munis d'une tour carrée, contrôlaient un réseau de rues privées qui les reliaient à leurs alliés mais aussi aux marchés et à des portes de sortie sur la campagne qui leur permettaient de fuir vers leurs fiefs. Au lendemain des batailles du XIIIe siècle, les factions victorieuses s'appliquaient à piller les vaincus et à incendier leurs palais. Ces lieux, tel Carthage dans l'Antiquité, étaient réputés maudits et on interdisait, en guise de punition, de reconstruire par-dessus. Ces lieux laissés à l'abandon devenaient ainsi des cloaques alors que la municipalité développait de grands soins à décorer et embellir la ville. Dans certains cas, les maisons n'étaient pas détruites mais confisquées par la municipalité, qui les rasait pour élargir les rues ou les places ; c'est ainsi que fut construite la Via Supra Posteria, aujourd'hui la Costa larga : tracée dès 1290, la municipalité attendit que Gabrielle Speranza, dont le palais se trouvait malencontreusement sur le chemin, soit déclarée traître et qu'un autre patricien meure, mais il  a fallu attendre 1360 pour que cette voie soit ouverte.

### Passage de la ville médiévale à la commune

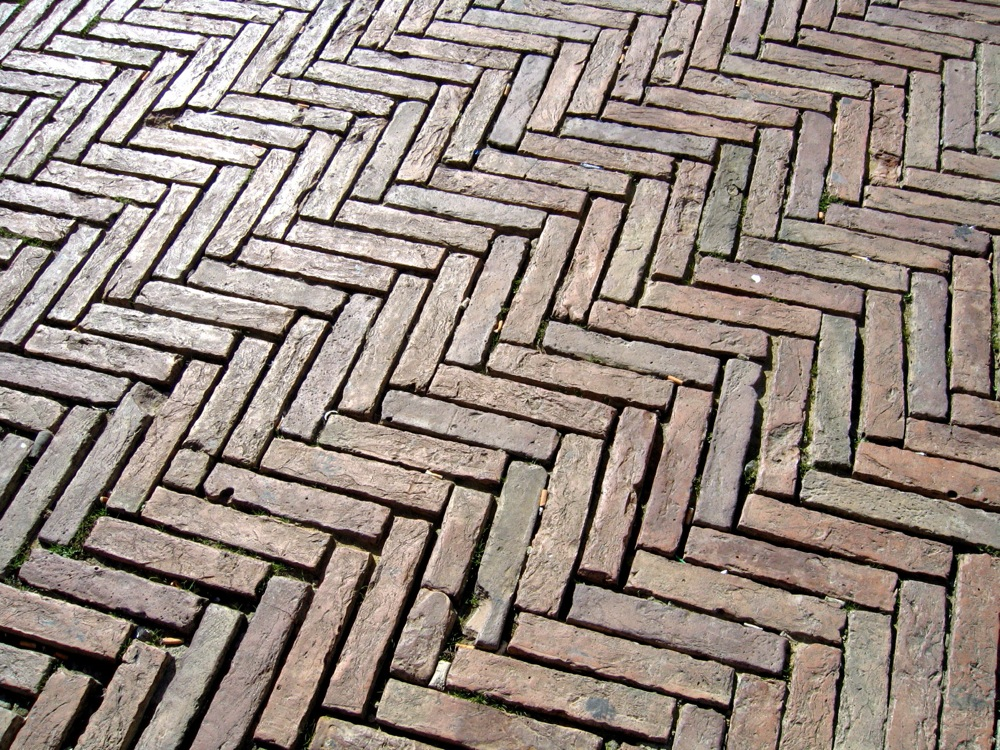
le pavement de briques de la place du Campo

L'édification de la  Piazza del Campo (avec son Palazzo Pubblico et sa tour érigée en 1350) où se déroula ensuite le Palio  de la ville marqua le passage  de la propriété privée, qui organisait la ville, à une gestion républicaine (la gestion communale - de la ville -  s'accompagna de celle de la région environnante). Le Gouvernement des neuf (autoproclamés puis cooptés) gèra l'Office des finances de la Commune, la Biccherna, édictant tous les décrets : ainsi une réglementation exigeante fut décidée pour l'édification  des palais privés et des maisons bordant la place du Campo : limitation  des balcons et des portiques, interdiction  (décrets de 1297) de terrasses fermées par des balustrades donnant sur la place  pour n'avoir que des fenêtres bifores, à doubles arcades, visibles de la place par unification architecturale. La place fut pavée (statuts de 1346 concernant les matériaux et le motif) et reste une des premières dans l'histoire de l'Italie pour sa constance,.
La gestion des fontaines passa également  du privé au communal et des fontaines publiques gratuites furent installées dans la ville dont la fameuse vasque du Campo en 1357, remodelée en Fonte Gaia vers 1410 par Jacopo della Quercia,.

### Fin de la souveraineté
En 1555, après la chute de Sienne, un groupe d'exilés sous protection française se réfugie dans la forteresse de Montalcino, tandis que le reste du territoire siennois est progressivement conquis par les Médicis et les troupes espagnoles. À Montalcino, les exilés organisent un gouvernement dont l'organe principal est le  concistoro présidé par le capitano del popolo]. Après la paix du Cateau-Cambrésis, le soutien Français ayant cessé, les exilés siennois doivent se rendre et confier la forteresse à l'émissaire du roi d'Espagne.

### Chronologie

Frontières de la République de Sienne de 1125 à 1559

| Government.                       | Years Active'. | Description'. |
| Consulaire                        | 1125-1199      | Lorsqu'ils étaient dirigés par un évêque, les consuls élus représentaient les nobles, ainsi que le peuple. Avec le déclin du pouvoir épiscopal, le leur s'est accru jusqu'en 1167, date à laquelle le pouvoir épiscopal a été expulsé. Les consuls ont continué à gouverner jusqu'à ce qu'un nouveau gouvernement soit jugé nécessaire. |
| Podestà                           | 1199-1234      | Le Podestà était un exécutif élu par le peuple comme un souverain absolu. |
| Ventiquattro (24)                 | 1234-1270      | Sienne a remplacé son gouvernement du Podestà par celui d'un conseil d'élus. Le nombre de fonctionnaires a fluctué au fil des ans, comme le montre le tableau . |
| Trentasei (36)                    | 1270-1280      | Sienne a remplacé son gouvernement du Podestà par celui d'un conseil d'élus. Le nombre de fonctionnaires a fluctué au fil des ans, comme le montre le tableau . |
| Quindici (15)                     | 1280-1286      | Sienne a remplacé son gouvernement du Podestà par celui d'un conseil d'élus. Le nombre de fonctionnaires a fluctué au fil des ans, comme le montre le tableau . |
| Nove (9)                          | 1286-1355      | Sienne a remplacé son gouvernement du Podestà par celui d'un conseil d'élus. Le nombre de fonctionnaires a fluctué au fil des ans, comme le montre le tableau . |
| Dodici (12)                       | 1355-1385      | Sienne a remplacé son gouvernement du Podestà par celui d'un conseil d'élus. Le nombre de fonctionnaires a fluctué au fil des ans, comme le montre le tableau . |
| Quindici (15)                     | 1385           | Sienne a remplacé son gouvernement du Podestà par celui d'un conseil d'élus. Le nombre de fonctionnaires a fluctué au fil des ans, comme le montre le tableau . |
| Priori                            | 1385-1399      | Le conseil des Priori a été créé dans le but de stabiliser le gouvernement et de concurrencer Florence. Il échoua cependant, le nombre de Prieurs fluctuant constamment et Florence poursuivant son agression. |
| Visconti seigneurie               | 1399-1404      | Les Prieurs de Sienne ont donné le commandement de la ville à la Maison des Visconti pour la protéger de Florence. |
| Priori                            | 1404-1487      | Après l'expulsion de la Chambre des Visconti, le peuple a mis en place un autre gouvernement Priori, cette fois avec 10 Prieurs. Contrairement à l'ancien gouvernement Priori, celui-ci était stable. |
| Petrucci seigneurie               | 1487-1525      | La Maison de Petrucci a acquis une grande influence et est devenue un quasi-gouverneur de la ville-État jusqu'en 1500, date à laquelle Pandolfo Petrucci a pris complètement le contrôle de la ville. La domination de Petrucci fut une période stable et prospère pour Sienne.                                                         |
| Priori                            | 1525-1548      | Un gouvernement Priori a été installé pour tenter de ramener la stabilité à Sienne, ce qu'il n'a pas abouti. |
| Seigneurie espagnole              | 1548-1552      | Profitant de la situation politique chaotique, l'Espagne a envoyé une garnison pour prendre le contrôle de la ville |
| Capitano del popolo               | 1552-1555      | Pour protéger la ville, le peuple a donné le pouvoir à un seul dirigeant, le Capitano del Popolo, (Capitaine du peuple). |
| République de Sienne à Montalcino | 1555-1559      | Après la conquête de Sienne, les familles nobles se sont installées à Montalcino,. |

## Essors culturel, religieux et économique
Peinture
L'école siennoise, si elle entérina les acquis de la peinture byzantine, renouvela néanmoins la peinture du XIVe au XVIe siècle et participa en agissant parallèlement à l'école florentine à l'essor de la peinture italienne de la Renaissance.
Parmi les peintres notoires de cette école, on peut noter  les primitifs italiens, Guido da Siena et Duccio di Buoninsegna,  Simone Martini, Pietro et Ambrogio Lorenzetti, Domenico, Taddeo di Bartolo, Il Sassetta et Matteo di Giovanni. 
Domenico Beccafumi (vers 1486-1551) domina l'école siennoise du cinquecento en abordant le maniérisme prudemment.
Elle perdit son essor dès l'éclosion du  maniérisme malgré les talents isolés de Ventura Salimbeni (1567-1613) et de Francesco Vanni (1563 ou 1565-1610) puis au  baroque avec Rutilio Manetti (1571-1639).
Architecture
L'architecture, en mêlant apports étrangers (gothique français) et goût siennois, lui donna un caractère propre aux XIIIe et XIVe siècles avec les Pisano,  Nicola  puis son fils Giovanni, Arnolfo di Cambio. La Renaissance vit naître des architectes locaux qui remplacèrent ceux venus de Florence comme Francesco di Giorgio Martini, Baldassarre Peruzzi, Guidoccio Cozzarelli, Antonio Federighi. En  ce qui concerne la sculpture, ce furent Tino di Camaino, et Jacopo della Quercia.
Religion
En ce qui concerne son impact religieux, Sienne s'est illustrée par la mystique sainte Catherine de Sienne (1347 - 1380), par le  prêcheur saint Bernardin de Sienne (1380-1444), puis  par l'humanisme d'Enea Silvio Piccolomini, devenu pape sous le nom de  Pie II (1458-1464), et qui érigea son évêché en archevêché. 
Financier
La Monte dei Paschi di Siena, fondée en 1472, initialement mont de piété, est restée, jusqu'à aujourd'hui, la banque la plus ancienne en activité.
Agostino Chigi (1465-1520), s'illustra à Sienne comme banquier et un des plus grands mécènes de la Renaissance et ses descendants iront exercer leurs activités bancaires jusqu'à Rome.
Sciences
Dans le domaine des sciences, la ville vit naître au XVIIe siècle l'Accademia dei Fisiocritici qui est l'Accademia delle Scienze di Siena.